# マウレ川
マウレ川（マウレがわ、Río Maule、マプチェ語ではrainy）は、チリの主要な河川のひとつ。全長約240km。流域面積約20,600 km²のうち1/3をアンデス山脈内に持つ。マウレ川は規模だけでなく、チリの歴史、農業などの経済、政治や文化などの側面においても重要な位置を占める。かつてインカ帝国はマウレ川を南の国境とし、マプチェ族と対峙していた。この川の流域にあたるマウレ州は著名な人物を多く輩出しており、またマウレ川はぶどう栽培（ビティカルチャー）とワイン製造の適地「マウレ渓谷」（Maule Valley）を形成し、チリワインの60%を生産している。

## 地理
アルゼンチンとの国境に程近い標高2,200mにあるタルカ区のマウレ湖を源流とし、すぐ左岸から流れ込むリナレス区のDial湖からのメラド川(en)と合流する。他に流入する主な支流はしては、Colorado川、クラロ川、Puelche川やCipreses川などがあり、これらは多く右岸側から合流する。中央盆地（セントラルヴァレー）(en)に流入する直前には人造湖であるコルブン湖があり、同名の水力発電所がある。さらに下流でクラロ川（前出の支流とは別の河川）、ロンコミージャ川(en)。マウレ川は下流域でもEstero de los Puercosと合流し、最終的にコンスティトゥシオン市の北部で太平洋に流れ込む。

## 文学への影響
マウレ川はチリの文学に特に優れた題材とされている。その影響は、詩作や演劇など小説、史観や弁論(en)、作曲やフォークソングなど多様なジャンルに及ぶ。特にマウレ州出身者や当地に住み着いた者に対しては、その「霧の川」の異名を持つマウレ川は、圧倒的なインスピレーションを与え、多くの物語では舞台もしくは主役そのものとして登場している。アンソロジーなどで見られる著述や随筆では、マウレ川は流域の文化を豊かに醸成させるに重要な役割を担ったと評されている。